# Mariner 1

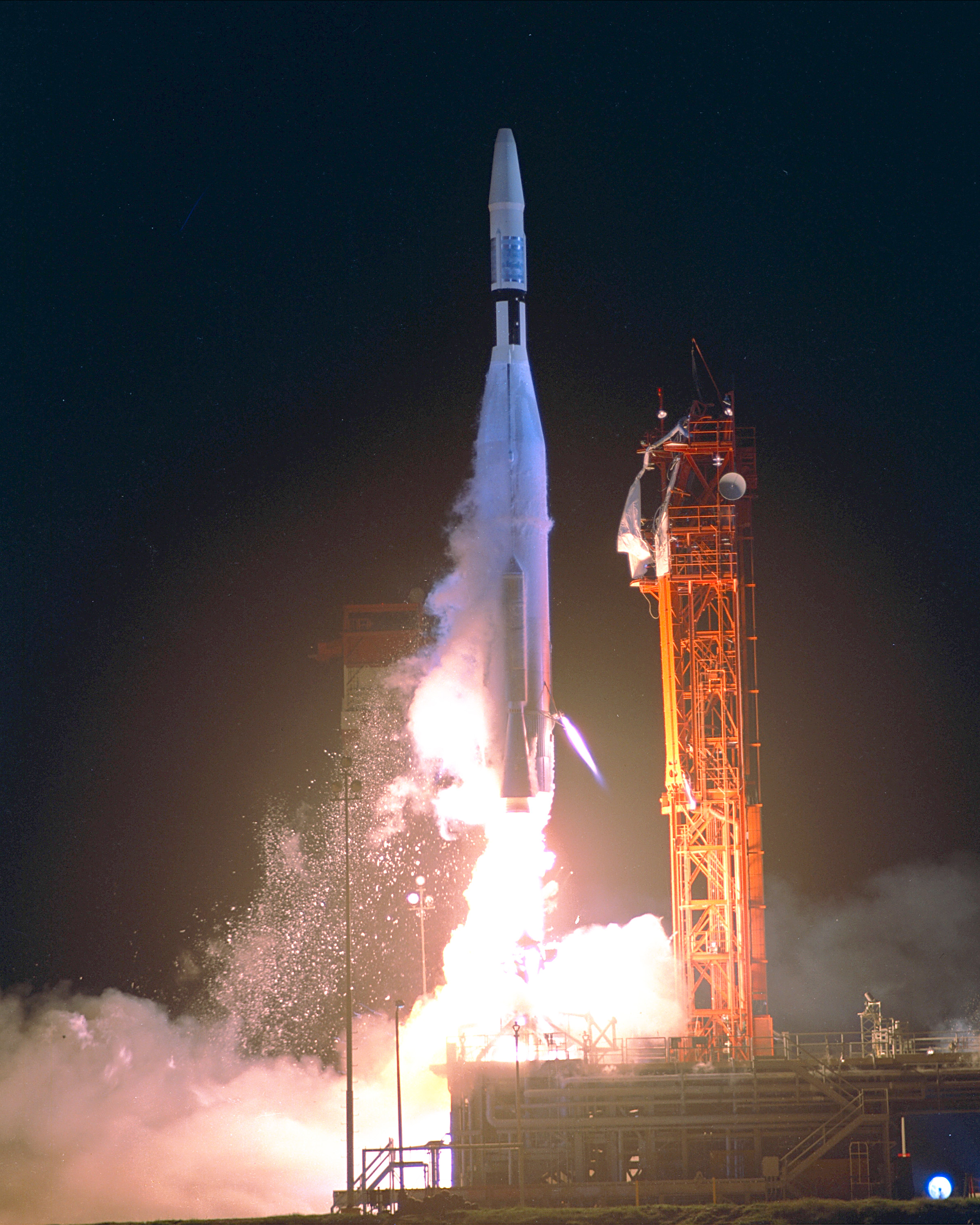
Lift-off Atlas Agena B raket met Mariner 1

De Mariner 1 was de eerste missie uit het Marinerprogramma. De lancering met behulp van een Atlas Agena B raket vond plaats op 22 juli 1962.
Het doel van de missie was een vlucht langs de planeet Venus. Door een opeenstapeling van problemen heeft de Range Safety Officer na 293 seconden de raket moeten vernietigen omdat de Atlas Agena B uit koers raakte en niet meer bestuurbaar was.
De missie werd opgevolgd door de Mariner 2, die op 27 augustus 1962 werd gelanceerd. Deze missie had hetzelfde doel en maakte gebruik van hetzelfde type sonde en draagraket.

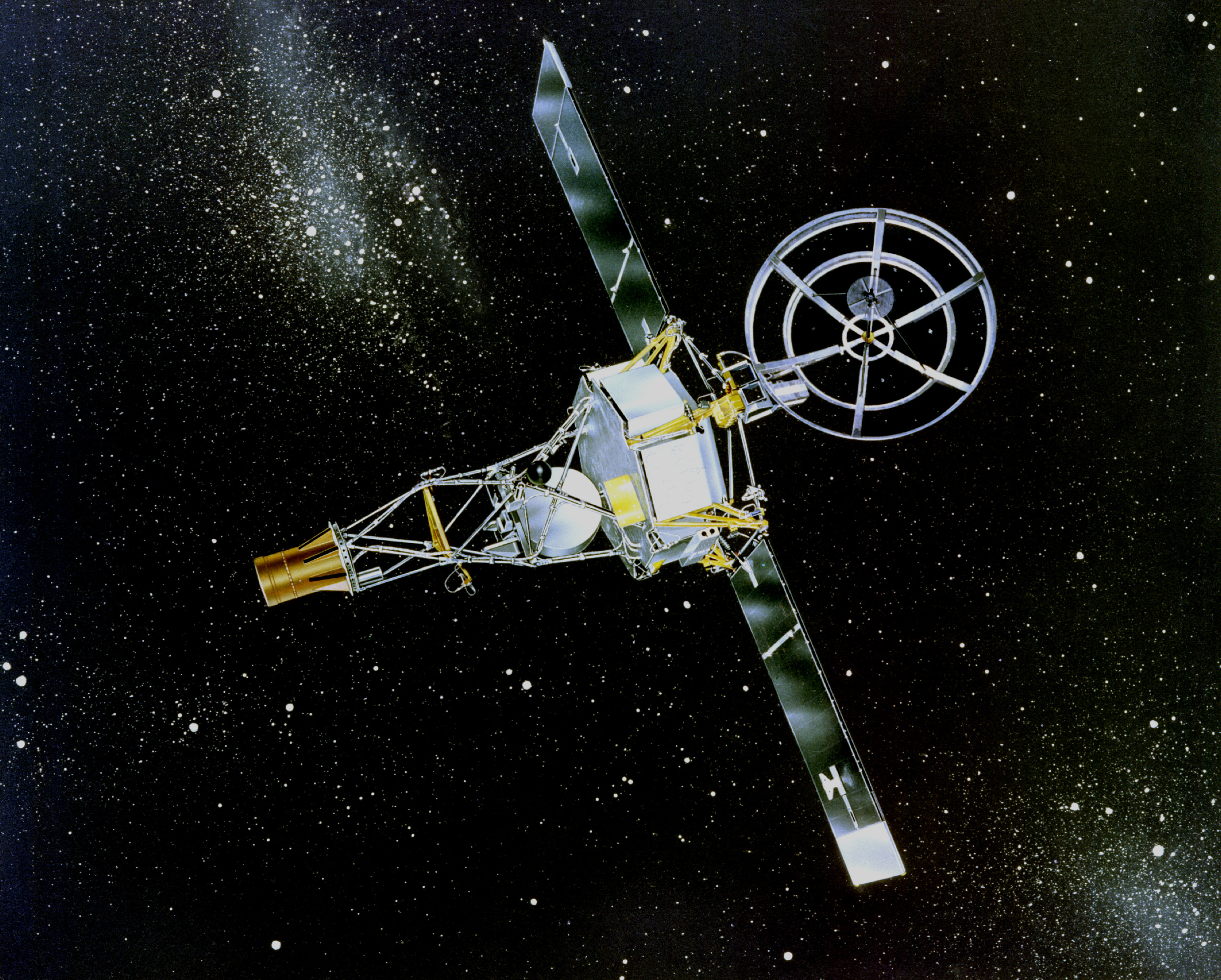
Mariner 1

Mariner 1 · Mariner 2 · Mariner 3 · Mariner 4 · Mariner 5 · Mariner 6 · Mariner 7 · Mariner 8 · Mariner 9 · Mariner 10